# 姜炳政
姜炳政（1933年—），男，上海人，中国高分子物理学家，曾任中国科学院长春应用化学研究所研究员、博士生导师，中国化学会理事。